# Депре, Шарль Жан Жюльен
Шарль Жан Жюльен Депре (фр. Charles Jean Julien Depéret; (1854—1929) — французский учёный, палеонтолог и геолог.

## Биография
Родился 25 июня 1854 года в городе  Перпиньян (департамент Восточные Пиренеи, Франция).
В юности Шарль увлекся геологией и в 1870 году провел геологические исследования бассейна Русийон. В 1873 году поступил в Военную медицинскую школу в Страсбурге, которую окончил в 1878 году. Получил степень доктора медицины в 1879 году. 
Затем в качестве медика служил во французской армии, участвовал в военных кампаниях в Алжире. Оставив медицину, в 1885 году завершил исследования третичных отложений в Русийоне и в 1885 году защитил в Париже докторскую диссертацию «Description géologique du basin tertiaire du Roussillon». С 1886 года читал курс геологии в университете Марселя. В 1889 году был утвержден профессором факультета естественных наук в университете Лиона. 

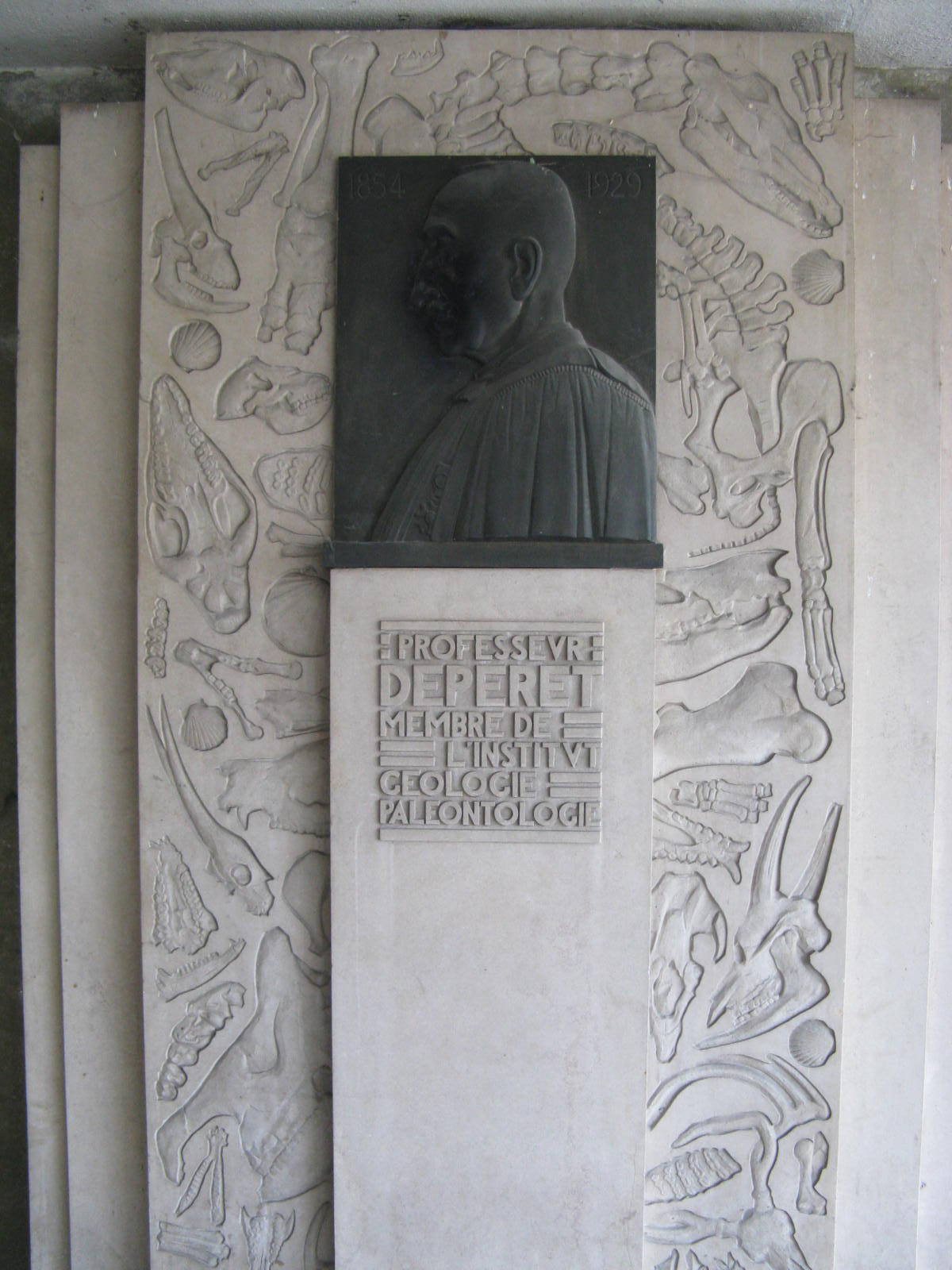
Памятная стела в учебном кампусе La Doua в Вийёрбане

Знакомые с трудами Шарля Депре российские учёные встретились с ним на 7-й сессии Международного геологического конгресса (МГК) в Санкт-Петербурге в 1897 году. Он был избран в Комиссию по унификации геологической номенклатуры, где работал с русскими геологами А.П. Карпинским, С.Н. Никитиным и Ф.Н. Чернышевым. Депре был в числе участников экспедиции по Волге, которой руководили А.П. Павлов и В.П. Амалицкий. Шарль Депре являлся почетным членом Императорского минералогического общества Санкт-Петербурга с 1916 года. По представлению А.П. Карпинского и П.П. Сушкина он был избран членом-корреспондентом Академии наук СССР Отделения физико-математических наук по разряду биологических наук (палеонтология) 15 января 1927 года.
В 1903 году Депре участвовал в работе 9-й сессии МГК в Вене, был избран одним из вице-президентов от Франции на 13-й сессии МГК в
Брюсселе в 1922 году. На 14-й сессии МГК в Мадриде (1926 год) он был главой французской делегации.
Тяжело заболел весной 1929 года в экспедиции, проводившей палеонтологические исследования в департаменте Жер, и умер 18 мая этого же года в Лионе.

## Заслуги и память
- В 1898 году Шарль Депре был избран корреспондентом, а в 1913 году – действительным членом Академии наук Института Франции в Париже. Корреспондент Геологического общества Лондона с 1911 года.
- В его честь названы два рода млекопитающих: из отряда непарнокопытных — деперетелла (Deperetella)[8] и из отряда парнокопытных — Deperetia.
- Вместе с Эдвардом Копом имя ученого связано с так называемым «Правилом Копа-Депре».[9]